# Astana Fýtbol Klýby 2024
Questa voce raccoglie le informazioni riguardanti l'FC Astana nelle competizioni ufficiali della stagione 2024.

## Maglie e sponsor
Per la stagione 2024, il fornitore tecnico è Nike, mentre gli sponsor di maglia sono Samruk-Kazyna, ASU e Olimpbet.
| 1ª divisa | 2ª divisa |

## Rosa
| N. |                        | Ruolo | Calciatore                  |
| -- | ---------------------- | ----- | --------------------------- |
| 2  | Croazia (bandiera)     | D     | Karlo Bartolec              |
| 3  | Croazia (bandiera)     | D     | Branimir Kalaica            |
| 4  | Kazakistan (bandiera)  | C     | Marat Bystrov               |
| 5  | Lituania (bandiera)    | D     | Kipras Kažukolovas          |
| 6  | Kazakistan (bandiera)  | D     | Ian Vorogovskıı             |
| 7  | Bielorussia (bandiera) | C     | Maks Ebong                  |
| 8  | Kazakistan (bandiera)  | C     | Islambek Qýat               |
| 9  | Spagna (bandiera)      | A     | Carlitos                    |
| 9  | Nigeria (bandiera)     | A     | Geoffrey Chinedu            |
| 10 | Croazia (bandiera)     | C     | Marin Tomasov               |
| 11 | Nigeria (bandiera)     | C     | Nnamdi Ahanonu              |
| 15 | Kazakistan (bandiera)  | D     | Abzal Beýsebekov (capitano) |
| 17 | Grecia (bandiera)      | D     | Giannīs Masouras            |
| 19 | Ghana (bandiera)       | C     | Barnes Osei                 |
| 21 | Kazakistan (bandiera)  | C     | Elhan Astanov               |

| N. |                               | Ruolo | Calciatore          |
| -- | ----------------------------- | ----- | ------------------- |
| 22 | Kazakistan (bandiera)         | D     | Aleksandr Marochkın |
| 23 | Francia (bandiera)            | C     | Fabien Ourega       |
| 27 | Kazakistan (bandiera)         | C     | Tımýr Dosmagambetov |
| 28 | Guinea (bandiera)             | A     | Ousmane Camara      |
| 45 | Macedonia del Nord (bandiera) | D     | Aleksa Amanović     |
| 55 | Kazakistan (bandiera)         | P     | Aleksandr Zaruckij  |
| 66 | Kazakistan (bandiera)         | D     | Talǵat Kusıapov     |
| 71 | Kazakistan (bandiera)         | D     | Sanjar Anuarov      |
| 72 | Kazakistan (bandiera)         | A     | Stanıslav Basmanov  |
| 74 | Kazakistan (bandiera)         | P     | Muhammedjan Seısen  |
| 77 | Albania (bandiera)            | C     | Nazmi Gripshi       |
| 81 | Kazakistan (bandiera)         | A     | Ramazan Kárimov     |
| 93 | Croazia (bandiera)            | P     | Josip Čondrić       |
| 96 | Kazakistan (bandiera)         | A     | Batyrhan Mustafın   |
| 97 | Kazakistan (bandiera)         | C     | Nuraly Jaqsylyk     |

## Calciomercato

### Sessione invernale
| Acquisti | Acquisti           | Acquisti       | Acquisti      |
| R.       | Nome               | da             | Modalità      |
| -------- | ------------------ | -------------- | ------------- |
| P        | Muhammedjan Seısen | Ordabasy       | svincolato    |
| D        | Marat Bystrov      | Achmat Groznyj | svincolato    |
| D        | Kipras Kažukolovas | Žalgiris       | svincolato    |
| D        | Talǵat Kusıapov    | Kaspii         | fine prestito |
| D        | Giannīs Masouras   | Kīfisias       | svincolato    |
| D        | Sagı Sovet         | Oqjetpes       | fine prestito |
| C        | Meırambek Kalmyrza | Oqjetpes       | fine prestito |
| C        | Álisher Kelgenbaı  |                | svincolato    |
| C        | Barnes Osei        | Dinamo Tbilisi | svincolato    |
| A        | Nnamdi Ahanonu     | Skënderbeu     | definitivo    |
| A        | Ousmane Camara     | Dinamo Tbilisi | definitivo    |
| A        | Carlitos           | Lamia          | definitivo    |
| A        | Ramazan Kárimov    | Maqtaaral      | svincolato    |

| Cessioni | Cessioni             | Cessioni        | Cessioni      |
| R.       | Nome                 | a               | Modalità      |
| -------- | -------------------- | --------------- | ------------- |
| P        | Danıl Podymskıı      | Oqjetpes        | svincolato    |
| D        | Mıhaıl Gabyshev      | Elimai          | svincolato    |
| D        | Varazdat Haroyan     | Qingdao Xihaian | svincolato    |
| D        | Kamo Hovhannisyan    | Ararat-Armenia  | svincolato    |
| D        | Sagı Sovet           | Jeñis           | svincolato    |
| D        | Žarko Tomašević      |                 | svincolato    |
| C        | Aslan Darabayev      |                 | svincolato    |
| C        | Dušan Jovančić       | Kīfisias        | prestito      |
| C        | Salamat Jýmabekov    | Oqjetpes        | svincolato    |
| C        | Meırambek Kalmyrza   | Jetisu          | svincolato    |
| A        | Abat Aýımbetov       | Adana Demirspor | svincolato    |
| A        | Dembo Darboe         | Al-Nasr         | fine prestito |
| A        | Stjepan Lončar       | Ferencváros     | fine prestito |
| A        | Vladıslav Prokopenko | Jeñis           | svincolato    |

### Sessione estiva
| Acquisti | Acquisti         | Acquisti            | Acquisti      |
| R.       | Nome             | da                  | Modalità      |
| -------- | ---------------- | ------------------- | ------------- |
| D        | Karlo Bartolec   | Lokomotiva Zagabria | svincolato    |
| D        | Branimir Kalaica | Lokomotiva Zagabria | svincolato    |
| C        | Nazmi Gripshi    | Ballkani            | svincolato    |
| C        | Dušan Jovančić   | Kīfisias            | fine prestito |
| A        | Geoffrey Chinedu | Liaoning Tieren     | svincolato    |

| Cessioni | Cessioni         | Cessioni  | Cessioni   |
| R.       | Nome             | a         | Modalità   |
| -------- | ---------------- | --------- | ---------- |
| D        | Talǵat Kýsıapov  | KAMAZ     | svincolato |
| D        | Giannīs Masouras | Omonia    | svincolato |
| C        | Dušan Jovančić   | Qyzyljar  | svincolato |
| C        | Fabien Ourega    |           | svincolato |
| A        | Carlitos         | Atromītos | svincolato |

## Risultati

### Prem'er Ligasy

#### Girone d'andata
| Arbitro: | Izmaılov (Taldyqorǵan) |

|                                 |           |  |
| Kalmykov 18’ (aut.) Astanov 62’ | Marcatori |  |

| Arbitro: | Moskovchenko (Pavlodar) |

|  |           |                                      |
|  | Marcatori | 87’ Vorogovskıı 90+3’ (rig.) Astanov |

| Arbitro: | Kýchın (Karaganda) |

|  |           |               |
|  | Marcatori | 88’ Mýrtazaev |

| Arbitro: | Abdýllaev (Karatau) |

|           |           |  |
| Cañas 26’ | Marcatori |  |

| Arbitro: | Izmaılov (Taldyqorǵan) |

|                            |           |                      |
| Tomasov 27’ Basmanov 90+3’ | Marcatori | 13’ Ndiaye 78’ Henen |

| Arbitro: | Zatýla (Óskemen) |

|  |           |                                |
|  | Marcatori | 28’ Camara 45’ (rig.) Amanović |

| Arbitro: | Moskovchenko (Pavlodar) |

|           |           |          |
| Umaev 77’ | Marcatori | 23’ Qýat |

| Arbitro: | Omarov (Almaty) |

|             |           |               |
| Tomasov 57’ | Marcatori | 90+3’ Hramyka |

| Arbitro: | Sahı (Qyzylorda) |

|              |           |  |
| Sihnevič 28’ | Marcatori |  |

| 1º giugno 2024 10ª giornata |  | – (turno di riposo) |  |  |

| Arbitro: | Kýchın (Karaganda) |

|  |           |                 |
|  | Marcatori | 77’ Tuńǵyshbaev |

| Arbitro: | Izmaılov (Taldyqorǵan) |

|  |           |                    |
|  | Marcatori | 70’ (rig.) Astanov |

| Arbitro: | Sarıev (Oral) |

|                 |           |                                            |
| Kažukolovas 28’ | Marcatori | 29’ João Paulo 67’ Sadybekov 90+5’ Sergeev |

#### Girone di ritorno
| 13 luglio 2024 14ª giornata |  | – (turno di riposo) |  |  |

| Arbitro: | Zatýla (Óskemen) |

|  |           |           |
|  | Marcatori | 8’ Camara |

| Arbitro: | Baıımbet (Taraz) |

|                                  |           |            |
| Ahanonu 35’ Gripshi 90+1’ (rig.) | Marcatori | 70’ Cuckić |

| Arbitro: | Omarov (Almaty) |

|                                              |           |                               |
| Kalaica 67’, 90+9’ (rig.) Gripshi 84’ (rig.) | Marcatori | 26’ Stasevič 90+6’ Kerimjanov |

| Arbitro: | Moskovchenko (Pavlodar) |

|                   |           |                    |
| Adílio Santos 60’ | Marcatori | 52’ (rig.) Chinedu |

| Arbitro: | Abdýllaev (Karatau) |

|  |           |             |
|  | Marcatori | 84’ Tomasov |

| Arbitro: | Tevıashov (Oral) |

|                  |           |              |
| Chinedu 44’, 59’ | Marcatori | 45’ Ščebetun |

| Arbitro: | Sarıev (Oral) |

|                        |           |                                                       |
| Yaxshiboyev 26’, 45+3’ | Marcatori | 24’ Vorogovskıı 45+2’, 59’ Chinedu 74’ (rig.) Gripshi |

| Arbitro: | Izmaılov (Taldyqorǵan) |

|                                     |           |  |
| Tomasov 22’ Chinedu 23’ Gripshi 54’ | Marcatori |  |

| Arbitro: | Omarov (Almaty) |

|  |           |                                    |
|  | Marcatori | 33’ Camara 37’ Tomasov 82’ Kárimov |

| Arbitro: | Zatýla (Óskemen) |

|                       |           |  |
| Camara 8’ Gripshi 17’ | Marcatori |  |

| Arbitro: | Sultanǵalıev (Atyrau) |

|              |           |  |
| Ivanović 51’ | Marcatori |  |

| Arbitro: | Baıımbet (Taraz) |

|                                                                     |           |  |
| Chinedu 7’ Gripshi 18’ Tomasov 26’ Tkaçenko 31’ (aut.) Bartolec 41’ | Marcatori |  |

### Coppa del Kazakistan
| Arbitro: | Chehovskıı |

|  |           |            |
|  | Marcatori | 5’ Kárimov |

| Arbitro: | Sarıev (Oral) |

|               |           |  |
| Chesnokov 20’ | Marcatori |  |

### Coppa di Lega

#### Fase a gironi
| Arbitro: | Iskakov (Qostanay) |

|                          |           |             |
| Mujïqov 7’ Šramčanka 74’ | Marcatori | 11’ Ahanonu |

| Arbitro: | Tkaçev |

|                                                               |           |  |
| Ahanonu 18’ Astanov 36’ Bartolec 62’ Tomasov 79’ Basmanov 82’ | Marcatori |  |

| Arbitro: | Zatýla (Óskemen) |

|                     |           |                                          |
| Kozlov 6’ Cañas 36’ | Marcatori | 13’, 30’ (rig.), 78’ Chinedu 48’ Gripshi |

#### Fase finale
| Semej 11 agosto 2024, ore 20:00 UTC+5 Semifinale - Andata | Elimai                 | 0 – 0 | Astana | Stadio Spartak (7 000 spett.)\| Arbitro: \| Izmaılov (Taldyqorǵan) \| |
| Arbitro:                                                  | Izmaılov (Taldyqorǵan) |       |        |                                                                       |

| Arbitro: | Sultanǵalıev (Atyrau) |

|                                  |                      |                               |
| Kárimov Astanov Amanović Kalaica | Tiri di rigore 3 – 1 | China Darabayev Mašukov Reyes |

| Arbitro: | Iskakov (Qostanay) |

|  |           |                             |
|  | Marcatori | 105’ Bartolec 120+2’ Camara |

### Conference League

#### Secondo turno preliminare
| Arbitro: | Popov |

|            |           |             |
| Lupano 90’ | Marcatori | 57’ Gripshi |

| Arbitro: | Buquet |

|             |           |  |
| Tomasov 49’ | Marcatori |  |

#### Terzo turno preliminare
| Arbitro: | Barbara |

|               |           |                        |
| Manolache 37’ | Marcatori | 62’ Camara 80’ Chinedu |

| Arbitro: | Karaoğlan |

|                                                           |           |             |
| Chinedu 13’, 68’ Tomasov 57’, 75’ Gripshi 73’ Astanov 84’ | Marcatori | 78’ Velisar |

#### Spareggio
| Arbitro: | Šmajc |

|                     |           |  |
| Myhre 12’ Finne 70’ | Marcatori |  |

| Arbitro: | Stavrev |

|                                |           |  |
| Chinedu 60’, 81’ Kárimov 90+1’ | Marcatori |  |

#### Fase campionato
| Arbitro: | Reitala |

|                 |           |  |
| Kažukolovas 15’ | Marcatori |  |

| Arbitro: | Frischer |

|                               |           |  |
| Holden 40’ McManus 78’ (rig.) | Marcatori |  |

| Arbitro: | Robertson |

|              |           |  |
| Anderson 87’ | Marcatori |  |

| Arbitro: | Dabanović |

|             |           |             |
| Kalaica 40’ | Marcatori | 89’ Ramírez |

| Arbitro: | Jablonski |

|             |           |                         |
| Tomasov 45’ | Marcatori | 14’, 18’ Guiu 39’ Veiga |

| Arbitro: | Gishamer |

|           |           |                 |
| Dōnīs 56’ | Marcatori | 64’ Kažukolovas |

## Statistiche

### Statistiche di squadra
| Competizione         | Punti | In casa | In casa | In casa | In casa | In casa | In casa | In trasferta | In trasferta | In trasferta | In trasferta | In trasferta | In trasferta | Totale | Totale | Totale | Totale | Totale | Totale | DR  |
| Competizione         | Punti | G       | V       | N       | P       | Gf      | Gs      | G            | V            | N            | P            | Gf           | Gs           | G      | V      | N      | P      | Gf     | Gs     | DR  |
| -------------------- | ----- | ------- | ------- | ------- | ------- | ------- | ------- | ------------ | ------------ | ------------ | ------------ | ------------ | ------------ | ------ | ------ | ------ | ------ | ------ | ------ | --- |
| Prem'er Ligasy       | 46    | 12      | 7       | 2       | 3       | 23      | 12      | 12           | 7            | 2            | 3            | 16           | 7            | 24     | 14     | 4      | 6      | 39     | 19     | +20 |
| Coppa del Kazakistan | -     | 0       | 0       | 0       | 0       | 0       | 0       | 2            | 1            | 0            | 1            | 1            | 1            | 2      | 1      | 0      | 1      | 1      | 1      | 0   |
| Coppa di Lega        | 6     | 2       | 1       | 1       | 0       | 5       | 0       | 4            | 2            | 1            | 1            | 7            | 4            | 6      | 3      | 2      | 1      | 12     | 4      | +8  |
| Conference League    | 5     | 6       | 4       | 1       | 1       | 13      | 5       | 6            | 1            | 2            | 3            | 4            | 8            | 12     | 5      | 3      | 4      | 17     | 13     | +4  |
| Totale               | 57    | 20      | 12      | 4       | 4       | 41      | 17      | 24           | 11           | 5            | 8            | 28           | 20           | 44     | 23     | 9      | 12     | 69     | 37     | +32 |

### Andamento in campionato
| Giornata  | 1 | 2 | 3 | 4 | 5 | 6 | 7 | 8 | 9 | 10 | 11 | 12 | 13 | 14 | 15 | 16 | 17 | 18 | 19 | 20 | 21 | 22 | 23 | 24 | 25 | 26 |
| --------- | - | - | - | - | - | - | - | - | - | -- | -- | -- | -- | -- | -- | -- | -- | -- | -- | -- | -- | -- | -- | -- | -- | -- |
| Luogo     | C | T | C | T | C | T | T | C | T | –  | C  | T  | C  | –  | T  | C  | C  | T  | T  | C  | T  | C  | T  | C  | T  | C  |
| Risultato | V | V | P | P | N | V | N | N | P | –  | P  | V  | P  | –  | V  | V  | V  | N  | V  | V  | V  | V  | V  | V  | P  | V  |
| Posizione | 4 | 2 | 4 | 7 | 6 | 2 | 3 | 7 | 7 | 7  | 9  | 8  | 9  | 9  | 5  | 8  | 1  | 5  | 8  | 7  | 5  | 5  | 3  | 2  | 2  | 2  |

Legenda:

Luogo: C = Casa; T = Trasferta. Risultato: V = Vittoria; N = Pareggio; P = Sconfitta.

### Statistiche dei giocatori
Sono in corsivo i calciatori che hanno lasciato la società a stagione in corso.
| Giocatore        | Qazaqstan Prem'er Ligasy | Qazaqstan Prem'er Ligasy | Qazaqstan Prem'er Ligasy | Qazaqstan Prem'er Ligasy | Coppa del Kazakistan | Coppa del Kazakistan | Coppa del Kazakistan | Coppa del Kazakistan | Coppa di Lega | Coppa di Lega | Coppa di Lega | Coppa di Lega | Conference League | Conference League | Conference League | Conference League | Totale   | Totale | Totale      | Totale     |
| Giocatore        | Presenze                 | Reti                     | Ammonizioni              | Espulsioni               | Presenze             | Reti                 | Ammonizioni          | Espulsioni           | Presenze      | Reti          | Ammonizioni   | Espulsioni    | Presenze          | Reti              | Ammonizioni       | Espulsioni        | Presenze | Reti   | Ammonizioni | Espulsioni |
| ---------------- | ------------------------ | ------------------------ | ------------------------ | ------------------------ | -------------------- | -------------------- | -------------------- | -------------------- | ------------- | ------------- | ------------- | ------------- | ----------------- | ----------------- | ----------------- | ----------------- | -------- | ------ | ----------- | ---------- |
| N. Ahanonu       | 13                       | 1                        | 0                        | 0                        | 1                    | 0                    | 0                    | 0                    | 5             | 2             | 0             | 0             | 7                 | 0                 | 0                 | 0                 | 26       | 3      | 0           | 0          |
| A. Amanović      | 21                       | 1                        | 6                        | 1                        | 2                    | 0                    | 0                    | 0                    | 4             | 0             | 2             | 0             | 10                | 0                 | 3                 | 0                 | 37       | 1      | 11          | 1          |
| S. Anuarov       | 0                        | 0                        | 0                        | 0                        | 0                    | 0                    | 0                    | 0                    | 1             | 0             | 0             | 0             | 0                 | 0                 | 0                 | 0                 | 1        | 0      | 0           | 0          |
| E. Astanov       | 18                       | 3                        | 1                        | 0                        | 2                    | 0                    | 1                    | 0                    | 5             | 1             | 1             | 0             | 7                 | 1                 | 1                 | 0                 | 32       | 5      | 4           | 0          |
| K. Bartolec      | 11                       | 1                        | 0                        | 0                        | 0                    | 0                    | 0                    | 0                    | 3             | 2             | 0             | 0             | 10                | 0                 | 3                 | 0                 | 24       | 3      | 3           | 0          |
| S. Basmanov      | 12                       | 1                        | 1                        | 0                        | 2                    | 0                    | 0                    | 0                    | 4             | 1             | 0             | 0             | 2                 | 0                 | 0                 | 0                 | 20       | 2      | 1           | 0          |
| A. Beýsebekov    | 13                       | 0                        | 1                        | 0                        | 0                    | 0                    | 0                    | 0                    | 4             | 0             | 0             | 0             | 2                 | 0                 | 0                 | 0                 | 19       | 0      | 1           | 0          |
| M. Bystrov       | 15                       | 0                        | 1                        | 0                        | 1                    | 0                    | 0                    | 0                    | 4             | 0             | 1             | 0             | 4                 | 0                 | 0                 | 0                 | 24       | 0      | 2           | 0          |
| O. Camara        | 23                       | 4                        | 2                        | 0                        | 2                    | 0                    | 0                    | 0                    | 5             | 1             | 1             | 0             | 9                 | 1                 | 1                 | 0                 | 39       | 6      | 4           | 0          |
| Carlitos         | 3                        | 0                        | 0                        | 0                        | 0                    | 0                    | 0                    | 0                    | 0             | 0             | 0             | 0             | 0                 | 0                 | 0                 | 0                 | 3        | 0      | 0           | 0          |
| G. Chinedu       | 10                       | 7                        | 0                        | 0                        | 0                    | 0                    | 0                    | 0                    | 3             | 3             | 0             | 0             | 10                | 5                 | 2                 | 0                 | 23       | 15     | 2           | 0          |
| J. Čondrić       | 16                       | -11                      | 0                        | 0                        | 0                    | 0                    | 0                    | 0                    | 3             | -4            | 0             | 0             | 9                 | -6                | 2                 | 0                 | 28       | -21    | 2           | 0          |
| T. Dosmagambetov | 1                        | 0                        | 1                        | 0                        | 1                    | 0                    | 0                    | 0                    | 5             | 0             | 1             | 0             | 2                 | 0                 | 1                 | 0                 | 9        | 0      | 3           | 0          |
| M. Ebong         | 22                       | 0                        | 1                        | 0                        | 2                    | 0                    | 0                    | 0                    | 3             | 0             | 1             | 0             | 10                | 0                 | 4                 | 1                 | 37       | 0      | 6           | 1          |
| N. Gripshi       | 12                       | 6                        | 2                        | 0                        | 0                    | 0                    | 0                    | 0                    | 2             | 1             | 0             | 0             | 10                | 2                 | 0                 | 0                 | 24       | 9      | 2           | 0          |
| N. Jaqsylyq      | 1                        | 0                        | 0                        | 0                        | 1                    | 0                    | 0                    | 0                    | 1             | 0             | 0             | 0             | 2                 | 0                 | 0                 | 0                 | 5        | 0      | 0           | 0          |
| B. Kalaica       | 11                       | 2                        | 0                        | 0                        | 0                    | 0                    | 0                    | 0                    | 6             | 0             | 1             | 0             | 6                 | 1                 | 0                 | 0                 | 23       | 3      | 1           | 0          |
| R. Kárimov       | 23                       | 1                        | 2                        | 0                        | 2                    | 1                    | 0                    | 0                    | 5             | 0             | 0             | 0             | 10                | 1                 | 1                 | 0                 | 40       | 3      | 3           | 0          |
| K. Kažukolovas   | 20                       | 1                        | 0                        | 0                        | 1                    | 0                    | 0                    | 0                    | 5             | 0             | 2             | 0             | 10                | 2                 | 2                 | 0                 | 36       | 3      | 4           | 0          |
| T. Kýsıapov      | 2                        | 0                        | 0                        | 0                        | 1                    | 0                    | 0                    | 0                    | 0             | 0             | 0             | 0             | 0                 | 0                 | 0                 | 0                 | 3        | 0      | 0           | 0          |
| G. Masouras      | 6                        | 0                        | 0                        | 0                        | 2                    | 0                    | 1                    | 0                    | 1             | 0             | 0             | 0             | 0                 | 0                 | 0                 | 0                 | 9        | 0      | 1           | 0          |
| A. Marochkın     | 19                       | 0                        | 2                        | 0                        | 1                    | 0                    | 0                    | 0                    | 5             | 0             | 1             | 0             | 9                 | 0                 | 1                 | 0                 | 34       | 0      | 4           | 0          |
| B. Mustafın      | 0                        | 0                        | 0                        | 0                        | 0                    | 0                    | 0                    | 0                    | 1             | 0             | 0             | 0             | 1                 | 0                 | 0                 | 0                 | 2        | 0      | 0           | 0          |
| F. Ourega        | 8                        | 0                        | 1                        | 0                        | 2                    | 0                    | 0                    | 0                    | 1             | 0             | 0             | 0             | 0                 | 0                 | 0                 | 0                 | 11       | 0      | 1           | 0          |
| B. Osei          | 14                       | 0                        | 4                        | 0                        | 1                    | 0                    | 0                    | 0                    | 4             | 0             | 2             | 0             | 6                 | 0                 | 1                 | 0                 | 25       | 0      | 7           | 0          |
| I. Qýat          | 19                       | 1                        | 3                        | 1                        | 2                    | 0                    | 0                    | 0                    | 5             | 0             | 2             | 0             | 7                 | 0                 | 1                 | 0                 | 33       | 1      | 6           | 1          |
| M. Seısen        | 0                        | 0                        | 0                        | 0                        | 1                    | -1                   | 0                    | 0                    | 3             | -0            | 0             | 0             | 2                 | -4                | 1                 | 0                 | 6        | -5     | 1           | 0          |
| M. Tomasov       | 23                       | 6                        | 2                        | 0                        | 1                    | 0                    | 0                    | 0                    | 4             | 1             | 1             | 0             | 10                | 3                 | 0                 | 0                 | 38       | 10     | 3           | 0          |
| I. Vorogovskıı   | 21                       | 2                        | 2                        | 0                        | 1                    | 0                    | 0                    | 0                    | 3             | 0             | 1             | 0             | 10                | 0                 | 0                 | 0                 | 35       | 2      | 3           | 0          |
| A. Zaruckij      | 8                        | -8                       | 0                        | 0                        | 1                    | -0                   | 0                    | 0                    | 0             | 0             | 0             | 0             | 1                 | -2                | 0                 | 0                 | 10       | -10    | 0           | 0          |